# Ivy May Müller
Ivy May Müller (* 13. Januar 1997 in Gummersbach) ist eine deutsche Politikerin (parteilos, bis 2024 Bündnis 90/Die Grünen). Sie war von 2020 bis 2025 Abgeordnete der Hamburgischen Bürgerschaft.

## Leben
Müller ist in Rotenburg aufgewachsen. Sie ist Lehramtsstudentin.

## Politik
Als Jugendliche in Rotenburg befasste sich Müller mit den Klima, Massentierhaltung, Atomkraft und Migrationspolitik; sie wurde bei Bündnis 90/Die Grünen aktiv, weil es „eine linkere Partei […] in der Gegend [nicht gab]“.
In Hamburg organisierte sie Demonstrationen gegen rechts und den Klimastreik mit. Sie war von Oktober 2017 bis Oktober 2018 und von Juni 2019 bis Oktober 2019 im Landesvorstand der Grünen Jugend Hamburg.
Bei Bürgerschaftswahl in Hamburg 2020 war Müller Spitzenkandidatin der Grünen Jugend Hamburg und zog am 23. Februar 2020 über die Liste der Grünen Hamburg in die Bürgerschaft ein. Sie setzte sich als Abgeordnete vor allem für Bildungspolitik und Jugendpartizipation ein.
Am 27. September 2024 verkündete Müller ihren Austritt aus der Fraktion und der Partei der Grünen. Sie schrieb zur Begründung, die Grünen würden Abstiegsängste nicht ernst nehmen und gingen die großen sozialen Ungerechtigkeiten in der Gesellschaft nicht an. Am 30. September 2024 wurde sie als Parteilose in die Linksfraktion in der Hamburgischen Bürgerschaft aufgenommen. Der Rücktritt stand im Zusammenhang mit einer Krise in der Grünen Jugend, in deren Zug unter anderem alle Bundesvorstände und einige Landesvorstände die Partei und den Verband verließen. Im Dezember 2024 beteiligte sich Müller mit anderen ehemaligen Grüne-Jugend-Funktionären an der Gründung eines Jugendverbands unter dem Arbeitstitel „Zeit für was Neues“, der in Junge Linke umbenannt wurde.
Bei der Bürgerschaftswahl 2025 kandidierte sie nicht erneut und schied aus der Bürgerschaft aus.